# Cô gái lắm chiêu
Cô gái lắm chiêu (tựa gốc: Mean Girls) là một bộ phim điện ảnh thuộc thể loại hài kịch tuổi teen của Mỹ do Mark Waters đạo diễn và Tina Fey chắp bút. Bộ phim có sự góp mặt của các diễn viên Lindsay Lohan, Rachel McAdams, Tim Meadows, Ana Gasteyer, Amy Poehler, và Fey. Dàn nhân vật phụ bao gồm Lizzy Caplan, Jonathan Bennett, Daniel Franzese và Neil Flynn. Câu chuyện theo chân hành trình của Cady Heron (Lohan), một cô nàng ngây thơ được cha mẹ cho chuyển đến học tại một ngôi trường tại Mỹ, sau những năm tháng học tập tại gia ở châu Phi. Cady nhanh chóng thích nghi với môi trường nơi đây và bắt đầu làm quen với Janis và Damian (Caplan và Franzese). Cả ba người đã lên kế hoạch để trả thù cô nàng Regina George (McAdams), thủ lĩnh của một bè phái có tiếng mang tên "the Plastics".
Fey đã thai nghén ý tưởng cho bộ phim Mean Girls sau khi đọc cuốn sách tự lực tựa Queen Bees and Wannabes; tác phẩm này nói về xã hội bè phái tại các cơ sở trường trung học ở Mỹ, nạn bắt nạt học đường, và hậu quả của những điều này lên lứa tuổi vị thành niên. Ngoài ra, Fey còn sử dụng những năm tháng học hành của mình tại Trường Trung học Upper Darby tại Xã Upper Darby, bang Pennsylvania làm nguồn cảm hứng cho một số concept trong phim. Nhà sáng lập của chương trình Saturday Night Live, Lorne Michaels tham gia quá trình làm phim với tư cách là nhà sản xuất; Fey từng là một diễn viên và người viết kịch bản cho SNL. Quá trình quay phim chính diễn ra từ tháng 9 đến tháng 11 năm 2003. Mặc dù phim lấy bối cảnh tại Evanston, một vùng ngoại ô thuộc thành phố Chicago, công đoạn ghi hình lại chủ yếu diễn ra ở Toronto, Canada.
Mean Girls lần đầu được trình chiếu tại Cinerama Dome vào ngày 19 tháng 4 năm 2004. Tới ngày 30 tháng 4, bộ phim mới được Paramount Pictures phân phối rộng rãi ở các rạp chiếu thuộc Hoa Kỳ. Rồi tới ngày 13 tháng 8 năm 2004, phim được trình chiếu tại Việt Nam với tựa  Cô gái lắm chiêu. Tác phẩm là một thành công lớn về mặt thương mại, khi kiếm về lên tới 130 triệu đô toàn cầu, trong khi chi phí sản xuất chỉ tốn vỏn vẹn 18 triệu đô. Tại thời điểm ra mắt, bộ phim đã nhận được vô vàn lời tán thưởng từ giới phê bình. Họ khen ngợi tài năng đạo diễn của Waters, kịch bản của Fey, tính hài hước và những màn trình diễn trong phim. Các nhà chuyên môn đặc biệt dành nhiều lời ca ngợi cho vai diễn Cady của Lohan. Vai diễn này đã giúp cô giật lấy vô số giải thưởng, bao gồm 3 giải Teen Choice Awards và 2 giải Điện ảnh MTV; đến năm 2021, tạp chí The New Yorker đã vinh danh đây là màn trình diễn xuất sắc thứ 11 trong thế kỉ thứ 21.
Một phần hậu truyện mang tên Mean Girls 2, đã được công chiếu trên kênh truyền hình ABC Family vào tháng 1 năm 2011. Ngoài ra, từng xuất hiện hai bản chuyển thể từ nguyên tác gốc, bao gồm một phiên bản nhạc kịch, trình chiếu tại sân khấu Broadway vào tháng 5 năm 2018, và một phiên bản phim điện ảnh khác ra mắt vào hồi tháng 1 năm 2024.

## Nội dung
Cady Heron là một cô bé 16 tuổi sinh trưởng ở châu Phi và được giáo dục tại gia từ nhỏ. Bộ phim xoay quanh những tình huống dở khóc dở cười mà cô gặp phải khi lần đầu tiên bước chân vào trường trung học. Tại trường trung học North Shore ở Evanston, Illinois, với sự giúp đỡ của Janis và Damian, Cady biết thêm nhiều điều về những nhóm học sinh ở đây, đặc biệt là nhóm Plastics mà cô nên đặc biệt tránh xa. Nhóm này gồm có Gretchen Wieners - một cô gái giàu có nhưng hay tự ti về bản thân, Karen Smith - tốt bụng, đáng yêu nhưng ngốc nghếch và dẫn đầu bộ ba Plastics là cô nàng Regina George độc mồm, một thời từng là bạn thân của Janis, nhưng trở nên căm ghét nhau từ năm lớp 8 khi Regina tung tin đồn Janis là đồng tính nữ. Tuy nhiên, nhóm Plastics đã chú ý tới Cady, mời cô ngồi ăn trưa chung và đi mua sắm sau giờ học. Biết được nhóm Plastics chấp nhận Cady vào hội, Janis đã vạch ra kế hoạch trả thù Regina, thuyết phục Cady làm gián điệp để phá hoại nhóm Plastics.
Trong lúc lấy lòng nhóm Plastics để thực hiện âm mưu của Janis, Cady biết được về quyển sách "Burn Book", trong đó viết những tin đồn phỉ báng và bí mật về các nữ sinh và cả giáo viên trong trường. Lúc này, Cady đã đem lòng thầm thương trộm nhớ bạn trai cũ của Regina là Aaron Samuels. Regina khi biết được chuyện này đã tìm cách cướp lại Aaron khi hôn anh chàng ở bữa tiệc Halloween trước mặt Cady. Cady sau đó nổi cơn thịnh nộ và trở nên căm thù Regina. Cô cùng Janis tiếp tục vạch ra âm mưu tiêu diệt 3 điều quan trọng nhất đối với Regina là: chia cắt cô khỏi anh bạn trai Aaron, hủy hoại nhan sắc Regina và khiến hai thành viên kia trong nhóm Plastics chống lại cô. Cady và Damian đã nhiều lần tìm cách khiến cho Aaron bắt quả tang Regina mèo mả với anh bạn trai khác nhưng đều thất bại. Sau đó, Cady giả vờ bị điểm kém môn Toán dù cô học rất tốt môn này, để nhờ Aaron kèm cặp cô tại nhà, rồi tình cờ buột miệng khai chuyện Regina "cắm sừng" Aaron, khiến anh chia tay Regina. Không dừng lại, Cady dụ dỗ Regina ăn những thanh kẹo dinh dưỡng giàu calo gọi là Kälteen để cô trở nên béo ú, dù Cady nói dối đó là kẹo để giảm cân. Cady còn khiến Gretchen chống lại Regina bằng cách khiến cô nghĩ Regina xem Cady là bạn tốt hơn Gretchen.
Trong khi trả thù Regina, Cady dần dần đánh mất chính mình và trở nên độc ác không kém Regina, bỏ mặc hai người bạn Damian và Janis. Regina lúc này tăng cân vì những thanh kẹo quỷ quái của Cady và bị khai trừ khỏi nhóm Plastics, Cady trở thành "nữ hoàng" mới của nhóm. Cô tổ chức một bữa tiệc tại nhà, nói dối bố mẹ, Janis, Damian và không mời Regina. Janis và Damian phát hiện ra đã khước từ quan hệ bạn bè với Cady. Con người mới của Cady cũng khiến cho Aaron xa lánh cô. Còn Regina nổi điên khi biết được chuyện về những thanh kẹo.
Sau đó, Regina trả thù bằng cách phát tán toàn bộ nội dung cuốn sách "Burn Book" cho cả trường, tuy nhiên để tránh bị nghi ngờ, cô đã thêm một trang nói xấu chính mình vào trong đó, nhằm vu tội cho Cady, Gretchen và Karen. Việc làm của Regina đã khiến một cuộc đánh nhau bùng nổ giữa các nữ sinh trong trường. Sau đó, nó bị dập tắt bởi thầy hiệu trưởng Duvall. Cô giáo dạy Toán Norbury - người bị Cady vu khống là bán ma túy trong cuốn sách - đã giúp các nữ sinh nhận ra họ đều có lỗi khi bêu xấu người khác. Cô giáo cho mỗi nữ sinh đứng lên và xin lỗi trước các bạn còn lại. Tại đây, Janis khai nhận âm mưu chơi xỏ Regina và móc mỉa Regina trước mặt cả trường. Regina tức giận xông ra, Cady chạy theo sau xin lỗi cô và trong lúc tranh cãi Regina bị một xe buýt của trường học đụng phải. Mọi người đồn đại rằng Cady đã xô Regina vào đường chạy của xe.
Nay bị cả trường khinh ghét, Cady quyết định sửa chữa lỗi lầm bằng cách nhận mọi trách nhiệm về cuốn Burn Book. Dù chịu nhiều hình phạt nghiêm khắc, nhưng nỗi cắn rứt trong lòng Cady được giải tỏa và cô trở về con người thật của mình. Còn cô giáo Norbury "phạt" Cady bằng cách cho cô vào đội tuyển Toán để đi thi. Khi thi, Cady phải đấu với một cô gái xấu xí của đội bên kia. Lúc đó, Cady nhận ra dù cô có trêu chọc ngoại hình của cô gái ấy thì vẫn không thể ngăn việc cô ta đánh bại mình. Cady đã thắng cuộc thi và kịp trở về trường tham gia dạ hội.
Tại đấy, Cady được bầu làm nữ hoàng của dạ hội. Cô phát biểu rằng chiến thắng của mình là vô nghĩa, mỗi người đều xinh đẹp theo cách của riêng mình và bẻ chiếc vương miện chia cho mọi người. Sau đó, cô hàn gắn quan hệ với Janis, Damian và anh chàng Aaron, giảng hòa với nhóm Plastics.
Bộ phim kết thúc bằng cảnh năm học mới, nhóm Plastics tan rã. Regina tham gia môn thể thao bóng vợt để tận dụng sự giận dữ của mình vào hướng tích cực. Karen thành người dự báo thời tiết của trường vì cô nói ngực cô có thể cảm nhận khi nào trời sắp mưa. Gretchen gia nhập nhóm "châu Á sành điệu". Còn Cady cặp với Aaron. Và ở khóa học sinh mới vào, tiếp tục xuất hiện một nhóm Plastics mới.

## Phân vai

### Nhân vật chính
- Lindsay Lohan trong vai Cady Heron, một cô nàng 16 tuổi được cha mẹ cho chuyển đến học tại một ngôi trường công lập ở Mỹ sau những năm tháng học tập tại gia ở châu Phi.
  - Jessie Wright trong vai Cady hồi 5 tuổi.
- Rachel McAdams trong vai Regina George, một cô nàng giàu có, nổi tiếng. Regina là thủ lĩnh của bè phái The Plastics.
- Tina Fey trong vai Cô Sharon Norbury, một giáo viên dạy toán tại Trường Trung học North Shore và là huấn luyện viên của đội thi toán học Mathletes.
- Tim Meadows trong vai Ông Ron Duvall, hiệu trưởng của Trường Trung học North Shore.
- Amy Poehler trong vai Bà George, mẹ của Regina.
- Ana Gasteyer trong vai Bà Heron, mẹ của Cady.
- Lacey Chabert trong vai Gretchen Wieners, một cô nàng Do Thái giàu có nhưng lại đôi phần tự ti. Gretchen là phó chỉ huy của nhóm The Plastics cũng như là người bạn thân nhất của Regina.
- Lizzy Caplan trong vai Janis Ian, người bạn có phong cách goth của Cady và Damian.
- Daniel Franzese trong vai Damian Leigh, một anh chàng đồng tính nam, là bạn của Cady và Janis.
- Neil Flynn trong vai Ông Heron, cha của Cady.
- Jonathan Bennett trong vai Aaron Samuels, bạn trai cũ của Regina và là người mà Cady thầm thương trộm nhớ.
- Amanda Seyfried trong vai Karen Smith, một cô nàng ngu ngốc, là thành viên thứ ba của hội nhóm The Plastics.
- Rajiv Surendra trong vai Kevin Gnapoor, chủ tịch hội Mathletes và là một tên rapper nghiệp dư có tình cảm với Janis.

- Molly Shanahan trong vai Kristen Hadley.
- Jonathan Malen trong vai bạn trai của Kristen.
- Ky Pham, Danielle Nguyen lần lượt trong vai những cô nàng người gốc Á tên Trang Pak, Sun Jin Dinh.
- Daniel DeSanto và Diego Klattenhoff lần lượt trong vai những anh chàng lực lưỡng Jason và Shane Oman. Hai người lần lượt là bạn trai của Gretchen và Regina
- Dwayne Hill trong vai HLV Carr, gã huấn luyện viên thể dục biến thái của trường.
- Alisha Morrison trong vai Lea Edwards, một cô nàng không được thân thiện cho mấy
- Jan Caruana trong vai Emma Gerber, một cô nàng bị bệnh thừa cân.
- Wai Choi đóng vai Tim Pak, một thành viên trong hội Mathlete.
- Julia Chantrey trong vai cô nàng Amber D'Alessi.
- Jacky Chamberlain và Olympia Lukis lần lượt trong vai những người học sinh khuyết tật mang tên Giselle Sgro và Jessica Lopez.
- Stefanie Drummond trong vai Bethany Byrd, một cô nàng kì quặc.
- Tyson Fennell trong vai Nfume, crush hồi nhỏ của Cady.
- Alexandra Stapley trong vai cô nàng Taylor Wedell.
- Laura DeCarteret trong vai mẹ của Taylor.
- Nicole Crimi và Dan Willmont lần lượt trong vai em gái và cha của Regina.
- Sharron Matthews trong vai Joan, nữ thư ký của Hiệu trưởng Duvall.
- Clare Preuss teong vai Caroline Krafft, một nữ học sinh tại trường Marymount Prep.

## Sản xuất

### Phát triển

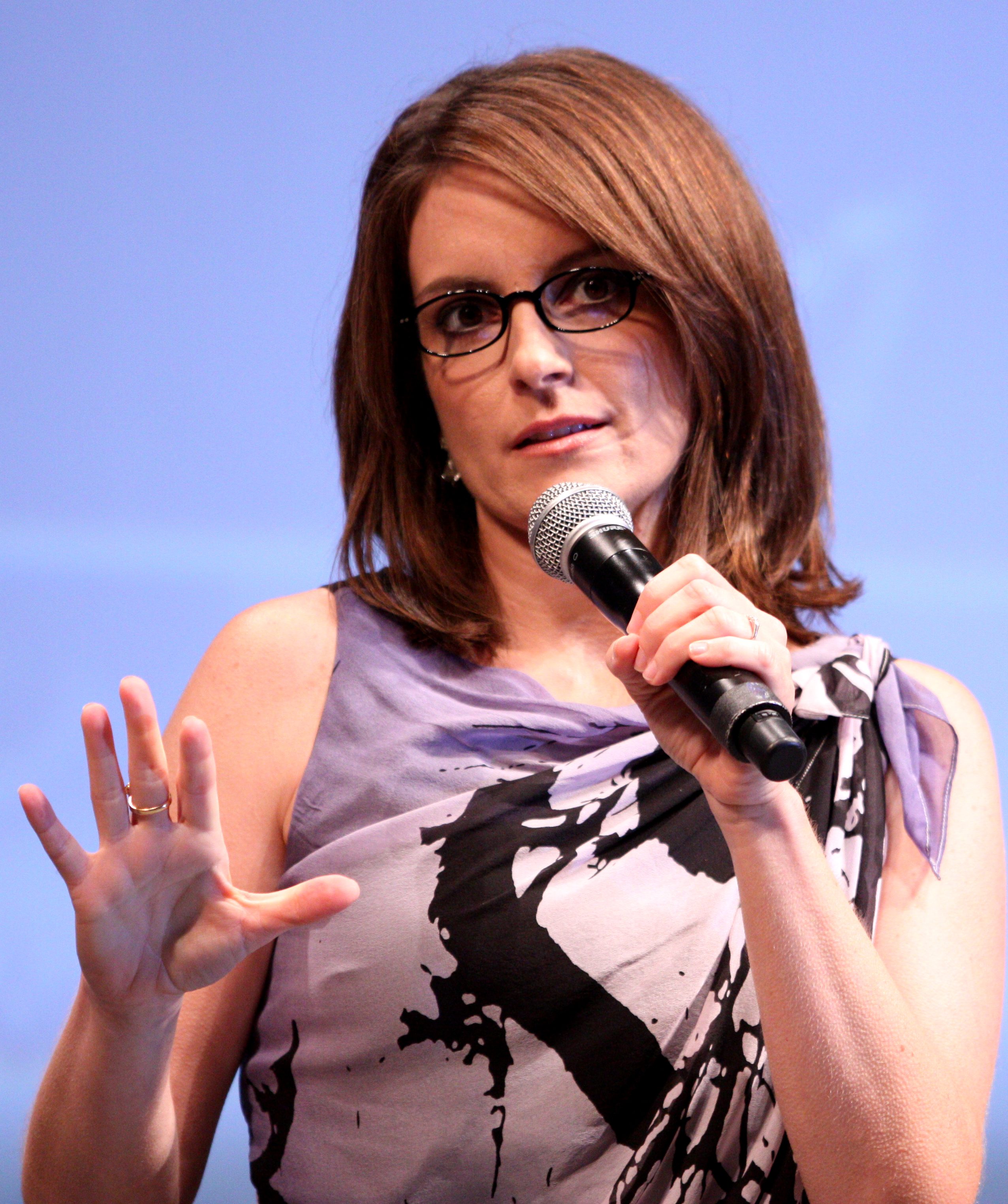
Tina Fey, tác giả kịch bản của Cô gái lắm chiêu.

Tina Fey đọc cuốn sách Queen Bees and Wannabes của Rosalind Wiseman và gọi điện cho nhà sản xuất Lorne Michaels của Saturday Night Live để đề xuất dựng thành phim điện ảnh. Michaels liên hệ với Paramount Pictures khiến hãng phim mua bản quyền của cuốn sách. Vì cuốn sách là phi hư cấu (mà cụ thể là sách tự lực giúp trẻ nhỏ đối phó với việc bị bắt nạt), nên Fey phải viết cốt truyện từ đầu, cô mượn các yếu tố từ trải nghiệm thời trung học của chính mình và ấn tượng của bản thân về trường trung học Evanston Township, nguyên mẫu của "trường trung học North Shore" hư cấu trong phim.
Fey đặt tên nhiều nhân vật theo tên những người bạn ngoài đời thực. Trong một cuộc phỏng vấn năm 2014 về bộ phim, cô ấy chia sẻ với Entertainment Weekly: "Tôi cố sử dụng những tên thật trong kịch bản vì thế dễ hơn." Nhân vật chính Cady Heron được đặt theo tên của Cady Garey, bạn cùng phòng thời đại học của Fey. Damian được đặt theo tên của Damian Holbrook, người bạn thời trung học của Fey, về sau thành cây viết cho tạp chí TV Guide. Nhân vật phụ Glenn Coco được đặt theo tên một người bạn của anh trai Fey; Glenn Coco ngoài đời làm dựng phim ở Los Angeles. Janis Ian được đặt theo tên của ca sĩ Janis Ian, một trong những nghệ sĩ khách mời trong tập đầu tiên của Saturday Night Live, trong đó cô ấy hát bài hát "At Seventeen" (trong phim có thể nghe thấy bài này khi các cô gái ẩu đả tại nhà của Regina).

### Tuyển vai
Lindsay Lohan lần đầu đọc thử vai Regina George, nhưng đội tuyển vai cảm thấy cô gần giống với những gì họ đang tìm kiếm ở nữ diễn viên đóng vai Cady, và vì Lohan sợ vai "cô gái xấu tính" sẽ làm tổn hại đến danh tiếng của mình nên nhận lời đóng vai chính. Rachel McAdams được chọn vào vai Regina vì Fey cảm thấy sự "tử tế và lịch sự" của McAdams làm cô ấy trở nên hoàn hảo cho một nhân vật có ác tâm như Regina. Amanda Seyfried cũng đọc thử vai Regina, song các nhà sản xuất đã đề xuất cho cô nhận vai Karen do "khiếu hài hước gàn dở và lập dị" của Seyfried. Cả Lacey Chabert và Daniel Franzese là những diễn viên cuối cùng được thử vai. Ban đầu, Lizzy Caplan bị xem là quá xinh đẹp cho vai Janis, mà đạo diễn Mark Waters thấy cần phải có một "nữ diễn viên trông như Kelly Osbourne", nhưng Caplan đã được chọn vì có thể diễn cảm xúc chân thực. Fey xây dựng hai vai diễn dựa trên người bạn và diễn viên SNL Amy Poehler (người mà Fey nghĩ rằng các nhà sản xuất sẽ không chấp nhận vì còn quá trẻ để đóng vai mẹ của một thiếu niên) và Tim Meadows; dàn diễn viên được chốt với sự tham gia của Ana Gasteyer, nhân vật kỳ cựu thứ tư của chương trình. Evan Rachel Wood được mời đóng một vai trong phim nhưng đã từ chối. Blake Lively thì thực hiện những bài kiểm tra cuối cùng cho vai Karen Smith nhưng các nhà sản xuất quyết định tiếp tục tìm kiếm người khác. Ashley Tisdale cũng đi thử vai Gretchen Wieners. Mary Elizabeth Winstead được mời thử vai Gretchen Wieners, nhưng mẹ cô đã từ chối vì bà không ưa kịch bản phim. Jonathan Bennett là diễn viên thế chỗ vào phút chót sau khi nam diễn viên dự kiến thủ diễn Aaron Samuels bị sa thải. Trước đấy James Franco cũng được cân nhắc cho vai diễn đó. Quyết định thuê Bennett của Fey là do anh giống với bạn diễn Jimmy Fallon lâu năm trên SNL của cô ấy.

### Ghi hình
Mặc dù lấy bối cảnh ở Evanston, Illinois, bộ phim chủ yếu được ghi hình ở Toronto, Ontario, cụ thể là tại Viện đại học Etobicoke và Viện đại học Malvern, cũng như tại Trường trung học Montclair ở Montclair, New Jersey. Các địa danh nổi tiếng trong phim bao gồm Hội trường học đường của Đại học Toronto và Vườn Sherway. Quá trình ghi hình chính bắt đầu vào ngày 27 tháng 9 và kết thúc vào ngày 25 tháng 11 năm 2003.

## Băng đĩa tại gia
Cô gái lắm chiêu được phát hành trên VHS và DVD ở Bắc Mỹ vào ngày 21 tháng 9 năm 2004, tức 5 tháng sau khi phim ra rạp. Tác phẩm được phát hành dưới dạng bản sưu tầm đặc biệt trên màn ảnh rộng và bản sưu tầm toàn màn hình, cả hai đều bao gồm một số cảnh đã bị xóa, một cuộn phim blooper, ba quảng cáo truyền hình, đoạn trailer chiếu ở rạp, bản xem trước và ba cuốn phim ngắn. Phiên bản Blu-ray của phim được phát hành vào ngày 14 tháng 4 năm 2009. Sau đó bộ phim được phát hành lại trên đĩa Blu-Ray kỷ niệm 15 năm vào năm 2019. Một phiên bản SteelBook số lượng có hạn của bộ phim được phát hành vào tháng 9 năm 2022.

## Đón nhận

### Doanh thu phòng vé
Trong dịp cuối tuần đầu công chiếu, Cô gái lắm chiêu thu về 24,4 triệu USD từ 3.159 phòng chiếu tại 2.839 cụm rạp ở Hoa Kỳ, chiếm ngôi đầu phòng vé và thu về trung bình 8.606 USD mỗi rạp. Phim ngừng chiếu vào ngày 9 tháng 9 năm 2004, qua đó thu về 86,1 triệu USD ở nội địa và 43 triệu USD trên thị trường quốc tế, đạt tổng doanh thu toàn cầu là 129 triệu USD. Paramount cho biết 75% khán giả là nữ và 50% người xem dưới 18 tuổi. Hơn 90% khán giả đánh giá tác phẩm là "xuất sắc" hoặc "rất tốt" và những nhận xét tích cực vẫn đông đảo ngay cả khi nằm ngoài nhóm nhân khẩu mục tiêu; những đánh giá tích cực tới từ hơn 80% nam giới ở độ tuổi ba mươi.

### Đánh giá chuyên môn

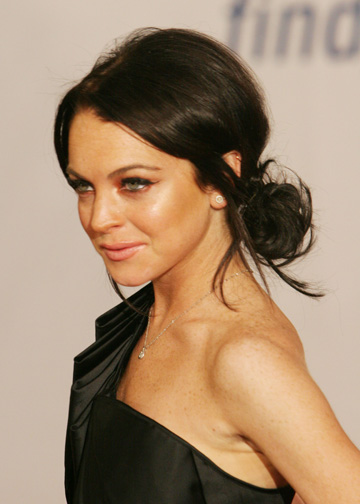
Diễn xuất của Lohan trong phim được giới phê bình tán dương và được The New Yorker liệt là màn diễn xuất hay thứ 11 của thế kỷ 21

Cô gái lắm chiêu nhận được đa số những đánh giá tích cực; các nhà phê bình ca ngợi màn thể hiện của Lohan và McAdams, đồng thời coi bộ phim là vai diễn đột phá của Seyfried và Caplan. Trang web tổng hợp kết quả đánh giá Rotten Tomatoes dành cho bộ phim 84% lượng đánh giá tích cực dựa trên 190 bài nhận xét, đạt điểm trung bình là 7,00/10. Các chuyên gia của trang web nhất trí rằng: "Được nâng tầm bởi một kịch bản xuất sắc và dàn diễn viên giỏi, Cô gái lắm chiêu cho thấy nét hài hước mới mẻ dành cho nữ giới trong trải nghiệm ở trường trung học." Trên trang Metacritic, bộ phim đạt số điểm 66 trên 100 dựa trên 39 nhà phê bình, thể hiện "các bài đánh giá nhìn chung là tích cực". Khán giả do trang CinemaScore tiến hành thăm dò chấm phim điểm trung bình là "A−" trên thang điểm từ A+ đến F.
Roger Ebert của nhật báo Chicago Sun-Times chấm bộ phim 3/4 sao qua lời bình: "Trong một vùng đất hoang toàn những bộ phim ngớ ngẩn về thiếu niên, Cô gái lắm chiêu là một tác phẩm thông minh và hài hước." Ann Hornaday của The Washington Post nhận xét rằng phim "đặc biệt sở hữu cùng lúc ngôi sao Lindsay Lohan, biên kịch Tina Fey và đạo diễn Mark Waters, và thực sự tác phẩm đã giáng một cú hạ đo ván". Kịch bản phim được các nhà phê bình đánh giá cao khi Peter Travers của Rolling Stone nhận xét là "cực kỳ hài hước". Tạp chí Entertainment Weekly đã đưa phim vào danh sách "những tác phẩm hay nhất" vào cuối thập kỷ và bình luận: "'Fetch' có thể không bao giờ xảy ra, nhưng bộ phim nổi tiếng đáng được trích dẫn vào năm 2004 vẫn là một trong những tác phẩm châm biếm trung học sắc bén nhất từ trước đến nay." Năm 2006, Entertainment Weekly cũng liệt phim là tác phẩm đề tài trung học hay thứ 12 mọi thời đại: "Trong khi về mặt kỹ thuật, Cô gái lắm chiêu là một tác phẩm hài, nhưng cách nó miêu tả những nhát 'chích' nham hiểm giữa các cô gái lại vô cùng chân thực." Năm 2012, Rotten Tomatoes đưa bộ phim vào danh sách "50 bộ phim hài hay nhất dành cho thanh thiếu niên". Năm 2021, tạp chí Marie Claire liệt Cô gái lắm chiêu là bộ phim hay nhất thập niên 2000, ví phim là "tác phẩm thiết yếu của văn hóa đại chúng thập niên 2000".
Vào tháng 3 năm 2021, Richard Brody của The New Yorker đã xếp diễn xuất của Lohan trong phim là hay thứ 11 của thế kỷ 21 tính đến thời điểm đó, anh khen ngợi "sự pha trộn giữa sức lôi cuốn và vụng về, ngây thơ và mưu mẹo" cũng như "sự nghiêm túc giả tạo" mà cô dùng cho lời thoại. Năm 2022, Rolling Stone xếp Cô gái lắm chiêu là bộ phim hài hay thứ 12 của thế kỷ 21, cho rằng: "Tina Fey đã tự chứng minh cô là một trong những cây viết hài hay nhất nước Mỹ qua bộ phim điện ảnh đề tài thiếu niên kinh điển này, phim tự hào là một trong những kịch bản đáng trích dẫn nhất trong 20 năm qua", trong khi Indie Wire xếp đây là bộ phim hài hay thứ 15 của thế kỷ 21, gọi kịch bản là "hài hước một cách dễ dàng, nhưng điều khiến bộ phim thực sự vô giá lại liên quan nhiều hơn đến khả năng của các diễn viên để tìm ra những nét duyên dáng của con người giữa những trò xảo quyệt lố bịch ở trường trung học (Kälteen Bars, có ai không?) Đó là một bộ phim hài đề tài trung học với thể loại hài hước thô tục và cái nhìn sâu sắc về nỗi lo âu của thanh thiếu niên, và đó là lý do phim trường tồn với thời gian." Tháng 10 năm 2022, The Independent cũng chọn vai diễn của Lohan vào danh sách "những màn thể hiện xuất sắc", cho rằng cô ấy "đem đến một màn diễn xuất khá hoàn hảo, khéo léo cân bằng màu sắc hài hước bất cần của bộ phim với đôi chút khoảnh khắc cảm động."

## Tác động văn hóa
Cô gái lắm chiêu đã trở thành một hiện tượng văn hóa đại chúng. Người hâm mộ đã tạo nên các ảnh GIF và meme từ bộ phim và đăng chúng trên mạng xã hội, gồm Facebook, Twitter và Tumblr. Đây được xem là một trong những bộ phim được trích dẫn nhiều nhất mọi thời đại. Trong một cuộc phỏng vấn về bộ phim, Fey lưu ý: "Người lớn thấy nó buồn cười. Họ là những người đang cười. Các bạn trẻ xem nó như một chương trình thực tế. Nó quá gần với trải nghiệm thực tế của họ nên họ không thực sự cười thả ga." Ngày 3 tháng 10 được mệnh danh là "Mean Girls Day" (Ngày của những cô nàng xấu tính) trên mạng xã hội, ám chỉ một câu thoại của nhân vật chính Cady. Mọi người cũng kỷ niệm ngày này bằng cách mặc đồ màu hồng dựa trên lời thoại của nhân vật Karen. Các nhà thiết kế quần áo thì in những câu trích dẫn và hình ảnh nổi tiếng khác từ bộ phim lên quần áo và các mặt hàng khác.
Các thành viên của dàn diễn viên đã tái hợp trong video qua nhiều năm vào ngày hôm đó (3 tháng 10) cho nhiều mục đích khác nhau. Năm 2017, họ đã tạo một quỹ GoFundMe để quyên góp tiền cho các nạn nhân của vụ xả súng ở Las Vegas và Quỹ Nhân ái Quốc gia. Năm 2019, họ hợp tác với Dự án Thirst để quyên tiền gây quỹ cho một giếng nước ngọt ở Uganda. Năm 2020, dàn diễn viên được vinh danh với Giải thưởng Tinh thần Tiên phong cho chiến dịch #MeanGirlsDoGood của mình. Ngày 3 tháng 10 năm 2020, Katie Couric làm chủ nhiệm một buổi tái ngộ dàn diễn viên bằng thực tế ảo để hồi tưởng về bộ phim. Với việc được tổ chức hợp tác với HeadCount để vận động bỏ phiếu trong cuộc bầu cử tổng thống Hoa Kỳ năm 2020, đây là lần đầu tiên toàn bộ dàn diễn viên tập hợp kể từ buổi ra mắt phim năm 2004.
Ca sĩ kiêm sáng tác nhạc người Mỹ Mariah Carey nhiều lần bày tỏ rằng mình là một người hâm mộ bộ phim, nhắc tới tác phẩm trong nhiều cuộc phỏng vấn và xuất hiện trên truyền hình, bao gồm cả một tập của American Idol vào năm 2013. Đĩa đơn "Obsessed" năm 2009 của Carey bắt đầu bằng một câu trích dẫn chuyển tiếp khi cô nói, "And I was like, 'Why are you so obsessed with me?'", một câu thoại của Regina George. Chồng cũ của Carey là Nick Cannon, tiết lộ rằng bài hát được lấy cảm hứng từ bộ phim. Vào tháng 9 năm 2020, Fey đố Carey về bộ phim để chứng minh rằng cô ấy là một "fan cuồng" đến mức nào trong loạt video Quizzed của Billboard. Trong khi đó, ban nhạc người Anh Wet Leg dẫn lời từ bộ phim ("Is your muffin buttered?/Would you like us to assign someone to butter your muffin?") trong bài hát "Chaise Longue" (2021) của họ.
Tháng 8 năm 2013, Nhà Trắng đăng một bức hình chụp chú chó Bo của Tổng thống Obama đang cầm một quả bóng tennis và chú thích: "Bo, đừng cố tìm (make fetch happen) nữa". Taco Bell phản hồi Nhà Trắng cũng bằng một trong những câu trích dẫn trong phim. Tháng 6 năm 2018, tài khoản Twitter chính thức của Đại sứ quán Israel tại Hoa Kỳ gây chú ý khi trả lời một dòng tweet của nhà lãnh đạo Iran Ali Khamenei (người gọi Israel là "khối u ung thư ác tính") bằng một ảnh GIF động có nội dung "Why are you so obsessed with me?" trích từ Cô gái lắm chiêu. Tháng 3 năm 2019, việc Hillary Clinton tweet một ảnh GIF có cùng câu trích dẫn trên đã lan truyền nhanh chóng vì được xem là phản ứng đối với Donald Trump. Tại giải People's Choice Awards 2013, Jennifer Lawrence nhắc đến bộ phim trong bài phát biểu của cô ấy khi giành giải Nữ diễn viên điện ảnh yêu thích. Nhiều cảnh trong phim đã được tái diễn và giễu nhại bởi nhiều nhân vật nổi tiếng suốt nhiều năm sau ngày phim ra đời, gồm Ed Sheeran, Iggy Azalea, Amber Rose và Waka Flocka Flame trong một tiểu phẩm năm 2014 cho MTV.

### Giải thưởng
| Năm  | Lễ trao giải             | Hạng mục                                                    | Người nhận                                                      | Kết quả   |
| ---- | ------------------------ | ----------------------------------------------------------- | --------------------------------------------------------------- | --------- |
| 2004 | Teen Choice Awards       | Nữ diễn viên phim điện ảnh hài chọn lọc                     | Lindsay Lohan                                                   | Đoạt giải |
| 2004 | Teen Choice Awards       | Nữ diễn viên phim điện ảnh đột phá chọn lọc                 | Lindsay Lohan                                                   | Đoạt giải |
| 2004 | Teen Choice Awards       | Cảnh đỏ mặt chọn lọc                                        | Lindsay Lohan                                                   | Đoạt giải |
| 2004 | Teen Choice Awards       | Nữ diễn viên phim điện ảnh đột phá chọn lọc                 | Rachel McAdams                                                  | Đề cử     |
| 2004 | Teen Choice Awards       | Nam diễn viên phim điện ảnh đột phá chọn lọc                | Jonathan Bennett                                                | Đề cử     |
| 2004 | Teen Choice Awards       | Phim điện ảnh hài chọn lọc                                  |                                                                 | Đề cử     |
| 2004 | Teen Choice Awards       | Nữ diễn viên phim điện ảnh hài chọn lọc                     | Rachel McAdams                                                  | Đề cử     |
| 2004 | Teen Choice Awards       | Cảnh đỏ mặt chọn lọc                                        | Rachel McAdams                                                  | Đề cử     |
| 2004 | Teen Choice Awards       | Tương tác ăn ý chọn lọc trên phim điện ảnh                  | Lindsay Lohan và Jonathan Bennett                               | Đề cử     |
| 2004 | Teen Choice Awards       | Chuỗi cảnh hành động/chiến đấu chọn lọc trong phim điện ảnh | Lindsay Lohan vs. Rachel McAdams                                | Đề cử     |
| 2004 | Teen Choice Awards       | Cơn thịnh nộ chọn lọc trong phim điện ảnh                   | Rachel McAdams                                                  | Đề cử     |
| 2004 | Teen Choice Awards       | Kẻ nói dối chọn lọc trong phim điện ảnh                     | Lindsay Lohan                                                   | Đề cử     |
| 2004 | Teen Choice Awards       | Phản diện chọn lọc trong phim điện ảnh                      | Rachel McAdams                                                  | Đề cử     |
| 2005 | Giải Điện ảnh MTV        | Diễn xuất nữ xuất sắc nhất                                  | Lindsay Lohan                                                   | Đoạt giải |
| 2005 | Giải Điện ảnh MTV        | Diễn xuất nữ đột phá                                        | Rachel McAdams                                                  | Đoạt giải |
| 2005 | Giải Điện ảnh MTV        | Đội ngũ tương tác màn ảnh xuất sắc nhất                     | Lindsay Lohan, Rachel McAdams, Lacey Chabert và Amanda Seyfried | Đoạt giải |
| 2005 | Giải Điện ảnh MTV        | Phản diện xuất sắc nhất                                     | Rachel McAdams                                                  | Đề cử     |
| 2005 | Kids Choice Awards       | Nữ diễn viên điện ảnh yêu thích                             | Lindsay Lohan                                                   | Đề cử     |
| 2005 | People's Choice Awards   | Phim điện ảnh yêu thích: Hài                                |                                                                 | Đề cử     |
| 2005 | Nghiệp đoàn biên kịch Mỹ | Kịch bản chuyển thể xuất sắc nhất                           | Tina Fey                                                        | Đề cử     |